# Parasemia selwyni
Parasemia selwyni là một loài bướm đêm thuộc phân họ Arctiinae, họ Erebidae.